# Los Gatos Negros
Los Gatos Negros fue una banda española de rock nacida en Barcelona a principios de los años 1960. A lo largo de los años experimentó varios cambios de componentes, aunque la formación más conocida fue la del cuarteto formado por Ernesto Rodríguez a la batería, Carlos Maleras al órgano, Piero Carando al bajo y Enrique Tudela a la guitarra.

## Biografía

### Los inicios bajo el superior nombre de "Catch As Catch Can" (1957-1962)
La prehistoria del grupo arranca a finales de 1957, cuando Ernesto Rodríguez, Manuel Sanfeliú y -posteriormente- Javier Rabassa forman una banda con el nombre de Catch As Catch Can. Con ella se dedican a versionar temas estadounidenses de rock and roll y también algunas canciones italianas.
En 1958 y 1959 actúan en universidades y colegios mayores, y hasta consiguen ganar un concurso del SEU (sindicato estudiantil franquista) para grupos musicales, denominado SAEF-CETRA. El premio les permite grabar sus dos primeros temas (sendas versiones de "Yes Sir, That's My Baby" y de "Send For Me") en un EP compartido con Los Pájaros Locos; disco que algunos críticos consideran la primera grabación de Rock publicada en España, en competencia con los trabajos de Los Estudiantes y el Dúo Dinámico.
Durante los años siguientes (1960-62) actúan con regularidad en la zona costera catalana y van definiendo cada vez más su estilo. En esa época amplían su formación y terminan convirtiéndose en un quinteto con las incorporaciones de Carlos Maleras y José María Mesa.

### Los Gatos Negros. Los años delBeaty elRythm and blues(1962-1969)
En 1962 suceden tres acontecimientos muy importantes. En primer lugar, se incorpora al grupo el hispano-italiano Piero Carando (procedente de sus "rivales" Los Pájaros Locos) para sustituir a Javier Rabassa. En segundo lugar, fichan por la compañía discográfica Belter por mediación del productor Alain Milhaud. Y, en tercero, cambian su antiguo nombre (considerado extravagante y de difícil retentiva) por imposición de la disquera; adoptando el definitivo de Los Gatos Negros.
Todavía como quinteto, graban su primer disco bajo la nueva denominación, y comienzan a ser asiduos de las famosas "Veladas del Pinar", unos conciertos que se organizaban regularmente en la ciudad de Barcelona; y en los que coinciden con bandas como Los Sírex, Los Mustang o Lone Star. A raíz de ello, son fichados -con mejores condiciones económicas- por la compañía Vergara, mientras la salida de Sanfeliú los configura, definitivamente, como cuarteto.
Pero es a partir de 1964, tras la llegada de la invasión británica y el auge de nuevos sonidos como el beat y el rythm and blues, cuando el grupo inicia su verdadera etapa "clásica". Multiplican sus conciertos por toda la geografía peninsular y sus apariciones en la radio y la televisión, adquiriendo gran popularidad a nivel nacional. Para ello, y como ocurrió a muchas otras bandas españolas contemporáneas, han de plegarse a las exigencias de su compañía discográfica, grabando temas de vocación netamente comercial en varios de sus discos. No obstante, su principal querencia es el rock más áspero y el rythm and blues eléctrico, en la onda de lo que hacen bandas británicas como The Rolling Stones, The Yardbirds o The Pretty Things. Por eso, en casi todas sus grabaciones, aprovechan para meter composiciones propias o versiones de temas de ese estilo.
En 1965 José María Mesa abandona el grupo y es sustituido por Quique Tudela, que aporta, gracias a su pedal fuzz, el sonido que caracterizará a la banda y que, a día de hoy, es más recordado. De hecho, Los Gatos Negros son considerados, junto a otras bandas como Los Salvajes (a los que les unía una gran amistad), Los No, Los Polares o Los Shakers un claro precedente español de lo que, muchos años después, se conocerá como garage rock.
Con la nueva formación graban, ya en 1966, un álbum que, con el paso del tiempo, se ha convertido en todo un clásico del rock español de los 60. Además de eso, alcanzan los primeros puestos de las listas de ventas con temas como "Cadillac" o "Eres un demonio"; amén de actuar por todo el país. Su popularidad es tal que incluso dos de sus miembros (Piero Carando y Carlos Maleras) son promocionados como incipientes "sex symbols" entre el sector femenino de su público, llegando incluso a protagonizar algunas fotonovelas de tema juvenil.
A partir de 1967 se inicia una nueva etapa. Carando deja la banda, siendo sustituido por Francisco Andrada. Y aunque Los Gatos Negros obtienen un nuevo éxito comercial con su versión en español del tema "Homburg" de los británicos Procol Harum, es evidente que (como estaba ocurriendo con otros grupos españoles de mediados de los 60) la llegada de nuevos sonidos como el Soul, el Acid rock o la Psicodelia demuestran que los tiempos están cambiando y no son especialmente propicios para los viejos conjuntos beat.
Todavía sacarán algunos sencillos, cambiarán de compañía (pasando de Vergara a Regal) y hasta intentarán acortar su nombre a "Los Gatos" (aunque sin dejar de alternarlo con el original). E incluso realizarán una gira por el norte de Europa (Suecia y Dinamarca). 
En todo caso terminarán disolviéndose a mediados de 1969.

### Reuniones ocasionales (1978-actualidad)
En 1978 Los Gatos Negros volvieron a reunirse, como hicieron muchos grupos de su generación -Los Sírex, Los Salvajes, Micky y Los Tonys, etc-. 
Desde entonces y, sobre todo en los años 80, realizaron numerosos conciertos e incluso llegaron a publicar un par de sencillos y un álbum titulado "Borrón y cuenta nueva" (editado por PDI en 1987). 
A esas alturas el único miembro fundador que seguía en la banda era Ernesto Rodríguez. Y, junto a él, Francisco Andrada, que había sido el último en incorporarse a la formación "clásica" en 1967.

## Discografía original (1962-1969)

### EP
- Ep: "What I'd Say / The Locomotion / Speedy Gonzales / C'mon Everybody" (Belter-Ekipo, 1962)
- Ep: "Sheila / Giovanne, giovanne / Cuando los gatos bailan twist / If A Man Answer" (Belter-Ekipo, 1963)
- Ep: "Tú serás mi baby / Para ti / Hippy Hippy Shake / Ella te quiere" (Vergara-Marbella, 1964)
- Ep: "Una rotonda sul mare / Dime si no es bueno / Do Wah Diddy / Memphis Tennessee" (Vergara-Marbella, 1964)
- Ep: "He nacido para ti / Te recuerdo / Ven, Johnny, ven / No debí besarte nunca" (Vergara, 1965)
- Ep: "Tú eres eso / María Lola / Ring Dan Doo / Te esperaba" (Vergara, 1966)
- Ep: "Cadillac / Un efecto extraño / Eres un demonio / Voy a enloquecer" (Vergara, 1966)

### sencillos
- single: "Juanita Banana / Raskayú" (Vergara, 1966)
- single: "La tierra de las mil danzas / Todo cambió" (Vergara, 1967)
- single: "Jugando al amor / Ángela" (Vergara, 1967)
- single: "Homburg / Qué contento estoy" (Vergara, 1967)
- single: "Hey, hey, Bunny / Los muros son altos" (Vergara, 1968)
- single: "Tiggy / Chicas del pensionado" (Regal, 1968)
- single: "From me / You took, you love" (Vergara, 1969)
- single: "La Gitana / Nocturno" (Regal, 1969)

### Álbumes
- LP: "Los Gatos Negros" (Vergara, 1966)